# جولييان دي كوسمو
جولييان دي كوسمو (بالإسبانية: Julián Di Cosmo)‏ هو لاعب كرة قدم أرجنتيني في مركز الهجوم، ولد في 28 ديسمبر 1984 في Aldao, Santa Fe ‏ في الأرجنتين. لعب مع ذي سترونغيست ونادي ألميرانته براون ونادي سانتانيكوس أسوشيتد ونادي كاتانيا ونادي ميلغار أريكيبا.

## وصلات خارجية
- جولييان دي كوسمو على موقع قاعدة بيانات كرة القدم.إي يو (الإنجليزية)